# Тиха вулиця (Київ)
Ти́ха вулиця — вулиця в Печерському районі міста Києва, місцевість Чорна гора. Пролягає від Товарної вулиці до тупика. 
Прилучається Чорногірська вулиця.

## Історія
Вулицю прокладено у 1927 році під сучасною назвою.